# Superminicomputer
Superminicomputer sind seit den späten 1970er-Jahren Nachfolger der industriell genutzten 16-Bit-Rechner geworden.
Sie wurden oft auch „32bit-Superminis“ genannt. Sie hatten ihre Hauptanwendung im technischen Bereich, im Einsatz zu CAD-, CAM-, FEM- und anderen CA-Techniken. Eine ganze Generation Ingenieure lernte sie an der Universität kennen und arbeitete mit ihnen ca. 15 Jahre lang, bis dann preisgünstigere PC-Netzwerke die Superminicomputer ablösten.
Die Superminis dienten oft als Abteilungs- oder Gruppen-Rechner. Normale Konfigurationen erlaubten ca. zehn bis dreißig Anwendern, an alphanumerischen oder grafischen Terminals mit dem sternförmig verkabelten Rechner zu arbeiten. Gängige Aufgabenbereiche solcher Rechnersysteme waren die Einführung von CAD, die teilautomatisierte Erstellung von Stücklisten und Arbeitsplänen im Maschinenbau und in der Elektrotechnik, das Layouten von Elektronik-Platinen, das Simulieren und Rechnen von Strömungsvorgängen im Turbinen- und Flugzeugbau, oder das CNC-Programmieren von numerisch gesteuerten Werkzeugmaschinen.
Bekannteste Anbieter dieser Computer waren die beiden Firmen DEC und Pr1me. Auch Rechner von Data General („Eclipse“-Serie) sind als Superminis bekannt geworden. Häufigst eingesetzte Programmiersprache war zu jener Zeit noch Fortran in den Ausprägungen FORTRAN IV und FORTRAN 77. Als dann C als Programmiersprache Mitte der 1980er Jahre immer gängiger wurde, kam der Übergang zu Unix als Betriebssystem für Superminis. Später Anbieter von Unix-Superminis wurde dann Siemens-Nixdorf.